# 李李案
李李案是指中国女留学生李李（1983年出生于武汉）2005年初在法国法雷奥公司实习期间因为拷贝数据而被错误地怀疑是间谍的案件。在为时两年多的调查没能发现任何证据的情况下，法国司法当局于2007年12月以“背信罪”判处李李有期徒刑1年，缓刑10个月。一般认为这一案件和当时西方的反中情绪有关。

## 案情
李李中学毕业后于2002年2月赴法国贡比涅技术大学留学，2005年2月1日进入法国法雷奥汽车零配件公司空调部门实习，合同截止日期为7月15日。在实习期间李李把公司电脑上的一些数据拷贝到她的个人电脑设备上。公司因为李李携带个人笔记型电脑出入办公室而产生怀疑，并於4月26日报警，称李李涉嫌盗窃数据。公司认为李李拷贝的数据有一部分是保密的。李李表示并不知道公司不允许拷贝这些数据，她拷贝数据是为了撰写实习报告。

## 调查和审判
2005年4月29日法国当局以调查需要为名，将李李关入凡尔赛女子看守所，后于6月20日释放。此后当局继续进行了两年的调查，仍未发现李李从事间谍活动的任何证据。2007年11月20日凡尔赛轻罪法庭开庭审理这一案件。检方认为李李不僅是间谍，且受过高等教育，意圖明顯，对李李求刑1年，缓刑10个月；法雷奥公司则提出15万欧元的名誉赔偿要求。12月18日，轻罪法庭以“背信罪”判处李李有期徒刑1年，缓刑10个月，赔偿法雷奥公司名誉损失费7000欧元、诉讼支出1500欧元。由于此前已被羁押53天，李李无需再返回监狱。她表示自己无罪，并对审判结果非常失望，但他有承認他是有粹的。
在整个调查审判期间，李李的护照被法国当局扣押，李李被禁止离开法国，同时被禁止在法国工作。虽然李李的法语水平不高，审判仍然完全以法语进行，没有任何翻译。

## 媒体报道
法国媒体在案发后发布了大量的虚假报道，诬蔑李李是间谍。从2005年5月2日起，法新社、世界报、法国电视一台等法国主流媒体争相发表报道，把李李描绘成中国版的玛塔·哈里。报道说她有六台电脑和两张容量极大的硬碟，说她有数学、流体力学和应用物理等多种文凭，说她在3个月内就学会了法语，还会多国语言（德语、英语、西班牙语和一点阿拉伯语）。连武汉是工业重镇、李李收到过来自中国的编码邮件，都成为李李是间谍的佐证。另外，报道中连李李的名字都被错写成Li Li Whuang。
贡比涅技术大学的一位负责人迅速对这些不实指责作出了澄清。事实上李李只有两台电脑，她当时的最高文凭仅是高中毕业文凭，她的语言水平和电脑应用能力都很平常。此后有个别媒体对此前媒体报道的真实性提出了保留意见。但是部分主流媒体到2007年仍然不断重复虚假的信息，给读者留下李李有间谍嫌疑的印象。
法国媒体的报道，包括虚假报道，被大量西方其他国家的媒体转载。
一般认为，李李所遭受的不公正待遇和2005年中国纺织品争端在西方引起的反中情绪有关。媒体最初报道李李案的2005年5月2日，正值中国商务部部长薄熙来访问法国的敏感时期。
法国的司法公正受到质疑，调查期间对李李长达53天的关押并没有合理的解释，判决结果实刑期和羁押期都是两个月被认为是“司法不认错”的体现。
法雷奥公司在本案中的表现也受到批评。对此，公司总裁Thierry Morin事后表示事情只是职业失误，并称公司从来没有把此案定性为间谍案。